# Strahan
Strahan (em inglês: pronúncia em inglês: [strɔːn]), é uma cidade e antigo porto na costa oeste do estado australiano da Tasmânia.  A baía de Strahan e a enseada de Risby compõem a parte nordeste de Long Bay do final ao norte da baía de Macquarie. No censo australiano de 2006, Strahan tinha uma população de 637 habitantes.

## Porto
Originalmente desenvolvida como porto de acesso aos assentamentos surgidos com a mineração no interior da ilha, a cidade era conhecida como Long Bay ou Regatta Point até 1877, quando foi renomeada em homenagem a um governador da então colônia, Sir George Cumine Strahan. Strahan tinha importância vital na indústria madeireira que existia em torno da Baía de Macquarie. Durante boa parte do século XIX e no início do século XX, o porto de Strahan também serviu para passageiros e cargas em geral.

## Correio
A agência de Macquarie Harbour foi inaugurada em 16 de maio de 1878, renomada como Strahan em 1881 e fechada em 1891. A agência de East Strahan foi inaugurada em 1891 e renomeada Strahan em 1893.

## Pesca

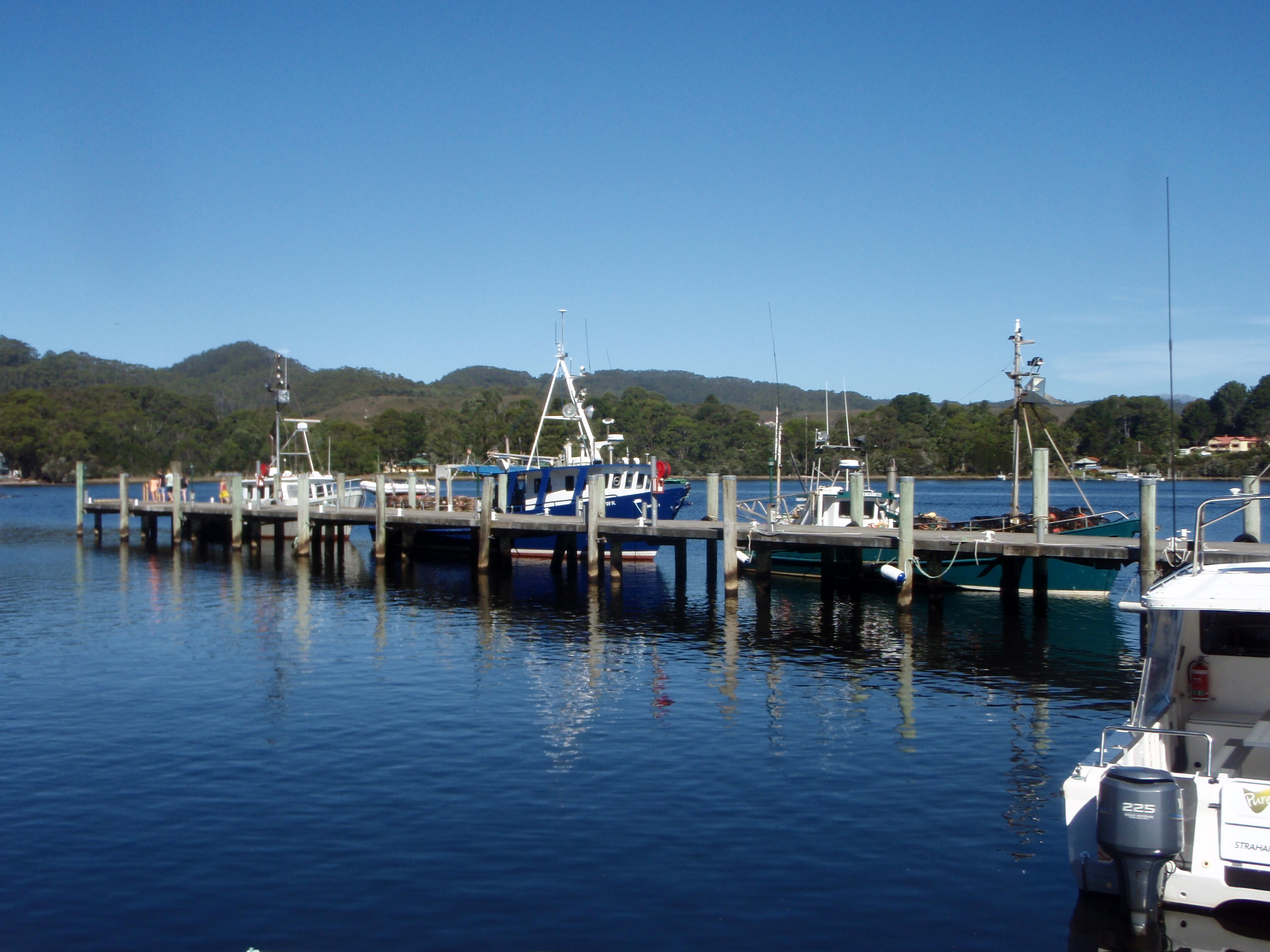
Porto de Strahan e embarcações de pesca.

Historicamente, Strahan tem sido a base portuária para um pequena flotilha de embarcações de pesca que enfrentam as condições da Costa Oeste da Tasmânia e as Hell's Gates, a entrada rasa e perigosa da Baía de Macquarie. É também a localidade habitada mais próxima ao Cabo Sorell e literalmente serve como "portal" para as regiões pouco habitadas do sudoeste da ilha - de modo que embarcações, aviões e helicópteros valem-se da estrutura de Strahan como base nos deslocamentos pela região.

## Ferrovia
Strahan exerceu a função de terminal da antiga ferrovia que ligava o porto à localidade de Zeehan, também conhecida como Strahan Wharf (embarcadouro de Strahan).

## Paleontologia
Fósseis de uma espécie extinta de Banksia foram encontrados em sedimentos nas proximidades de Regatta Point, receberam o nome científico de Banksia strahanensis.

## Clima
Strahan possui um clima oceânico moderado (Cfb na Classificação de Köppen), com verões suaves e invernos frios e chuvosos. Situada na Costa Oeste da Tasmânia, Strahan é frequentemente fustigada por sistemas de baixa pressão oriundos do Oceano Antártico, que causam chuvas pesadas e vendavais. Strahan tem um clima um tanto sombrio, com uma média anuais de apenas 15,7 dias de céu aberto.
As temperaturas variam pouco entre o verão e o inverno, com mínimas abaixo de 3 °C tendo sido registradas em todos os meses do ano. Ondas de calor extremo são raras, ainda que tenham acontecido, como em 1982 e 2013. Os recordes de temperatura são de 38,6 °C em 14 de fevereiro de 1982 e de −3,0 °C em 30 de junho de 1983. A neve na cidade em si é rara, ainda que caia com frequência nas montanhas a poucos quilômetros de Strahan.
| Dados climatológicos para Aeródromo de Strahan, Tasmânia | Dados climatológicos para Aeródromo de Strahan, Tasmânia | Dados climatológicos para Aeródromo de Strahan, Tasmânia | Dados climatológicos para Aeródromo de Strahan, Tasmânia | Dados climatológicos para Aeródromo de Strahan, Tasmânia | Dados climatológicos para Aeródromo de Strahan, Tasmânia | Dados climatológicos para Aeródromo de Strahan, Tasmânia | Dados climatológicos para Aeródromo de Strahan, Tasmânia | Dados climatológicos para Aeródromo de Strahan, Tasmânia | Dados climatológicos para Aeródromo de Strahan, Tasmânia | Dados climatológicos para Aeródromo de Strahan, Tasmânia | Dados climatológicos para Aeródromo de Strahan, Tasmânia | Dados climatológicos para Aeródromo de Strahan, Tasmânia | Dados climatológicos para Aeródromo de Strahan, Tasmânia |
| Mês                                                      | Jan                                                      | Fev                                                      | Mar                                                      | Abr                                                      | Mai                                                      | Jun                                                      | Jul                                                      | Ago                                                      | Set                                                      | Out                                                      | Nov                                                      | Dez                                                      | Ano                                                      |
| -------------------------------------------------------- | -------------------------------------------------------- | -------------------------------------------------------- | -------------------------------------------------------- | -------------------------------------------------------- | -------------------------------------------------------- | -------------------------------------------------------- | -------------------------------------------------------- | -------------------------------------------------------- | -------------------------------------------------------- | -------------------------------------------------------- | -------------------------------------------------------- | -------------------------------------------------------- | -------------------------------------------------------- |
| Temperatura máxima recorde (°C)                          | 35,6                                                     | 38,6                                                     | 34,3                                                     | 27,6                                                     | 22,5                                                     | 19,9                                                     | 18,3                                                     | 22,1                                                     | 27,0                                                     | 29,6                                                     | 32,7                                                     | 36,7                                                     | 38,6                                                     |
| Temperatura máxima média (°C)                            | 20,7                                                     | 21,1                                                     | 19,4                                                     | 16,5                                                     | 14,3                                                     | 12,5                                                     | 12,2                                                     | 13,1                                                     | 14,3                                                     | 16,0                                                     | 17,6                                                     | 19,8                                                     | 16,5                                                     |
| Temperatura mínima média (°C)                            | 10,7                                                     | 10,8                                                     | 9,6                                                      | 8,3                                                      | 7,4                                                      | 7,2                                                      | 5,1                                                      | 5,8                                                      | 6,1                                                      | 7,3                                                      | 8,1                                                      | 9,6                                                      | 7,8                                                      |
| Temperatura mínima recorde (°C)                          | 0,6                                                      | 2,6                                                      | 0,8                                                      | −1,2                                                     | −0,4                                                     | −3,0                                                     | −2,7                                                     | −1,8                                                     | −2,4                                                     | −1,1                                                     | 0,9                                                      | 1,1                                                      | −3,0                                                     |
| Precipitação (mm)                                        | 89,5                                                     | 64,9                                                     | 101,0                                                    | 111,9                                                    | 136,5                                                    | 163,1                                                    | 168,4                                                    | 170,4                                                    | 152,5                                                    | 125,5                                                    | 91,0                                                     | 92,3                                                     | 1 457,4                                                  |
| Dias com precipitação                                    | 16,0                                                     | 12,8                                                     | 17,7                                                     | 19,3                                                     | 23,0                                                     | 21,5                                                     | 23,2                                                     | 25,0                                                     | 23,0                                                     | 22,1                                                     | 18,3                                                     | 18,3                                                     | 240,2                                                    |
| Umidade relativa (%)                                     | 62                                                       | 60                                                       | 64                                                       | 69                                                       | 75                                                       | 76                                                       | 75                                                       | 71                                                       | 69                                                       | 64                                                       | 61                                                       | 63                                                       | 67                                                       |
| Fonte: Agosto de 2010                                    |                                                          |                                                          |                                                          |                                                          |                                                          |                                                          |                                                          |                                                          |                                                          |                                                          |                                                          |                                                          |                                                          |